# Partito Comunista Rivoluzionario di Turchia
Il Partito Comunista Rivoluzionario di Turchia (in turco: Türkiye Devrimci Komünist Partisi) è un partito comunista clandestino turco. Il TDKP, di orientamento hoxhaista, si considera la continuazione dell'Esercito Popolare di Liberazione di Turchia (Türkiye Halk Kurtuluş Ordusu, THKO).
La spaccatura con la fazione filo-sovietica del THKO, chiamata Unità e Lotta (Mücadelede Birlik), è considerata una radice del movimento. Nella seconda metà degli anni settanta il THKO subì due scissioni: Bes Parçacılar lasciò il partito nel 1976 (per rientrarvi tre anni più tardi) e THKO-Aktancılar nel 1977. Il congresso dell'ottobre 1978 cambiò il nome dell'organizzazione in Partito Comunista Rivoluzionario di Turchia - Gruppo Costituente (Türkiye Devrimci Komünist Partisi - İnşa Örgütü, TDKP-İÖ). Il TDKP-IÖ fondò formalmente il TDKP al congresso del 2 febbraio 1980.
Nella seconda metà degli anni ottanta il TDKP fu attraversato da contrasti interni. Tre fazioni fuoriuscirono dal partito, accusando il gruppo dirigente di revisionismo: il Partito Comunista Rivoluzionario di Turchia - Unità Socialista (TDKP-SB) nel 1987, il Partito Comunista dei Lavoratori di Turchia (TDKP-DK, noto anche come Ekim) nel 1988 e il Movimento Comunista Rivoluzionario dei Lavoratori di Turchia (TDKIH) nel 1989.
Dopo la fine del socialismo in Albania, il TDKP cercò di stabilire una struttura legale, ma il Partito del Lavoro (Emek Partisi) venne sciolto dalle autorità nel marzo 1996, poco dopo la sua fondazione. Al suo posto fu fondato il Partito Laburista (Emeğin Partisi), che in seguito tornò a usare il vecchio nome, Partito del Lavoro (ora noto con la sigla EMEP).
Il TDKP fa parte della Conferenza Internazionale dei Partiti e delle Organizzazioni Marxisti-Leninisti (Unità e Lotta).